# Откройте, полиция!
«Откройте, полиция!» (также «Мой новый напарник» или «Продажные», в оригинале фр. Les Ripoux) — французская кинокомедия. Фильм демонстрировался в советском прокате.
Ripou — это верланское слово на основе субстантивированного причастия pourri (дословно: «протухший», в переносном смысле: «коррумпированный»). В фильме Рене обучает Франсуа в том числе и верлану.

## Сюжет
Париж, середина 1980-х. Двое сыщиков Рене Буарон и Пьеро подстерегают мошенника, и отбирают у него собранную им выручку. Однако их замечает полицейский патруль, передающий информацию об ограблении всем постам. Понимая, что им не уйти, Рене предлагает Пьеро взять всю вину на себя, получив при этом год тюрьмы. Рене надевает на Пьеро наручники и передаёт его подоспевшим полицейским, присоединяясь к их облаве. Рене возвращается домой: проходит через захламлённую библиотеку и дворик в шикарно обставленную квартиру, которую он делит с сожительницей, бывшей проституткой Симоной.
Рене дают нового напарника, молодого Франсуа Лесбюша, недавно закончившего полицейскую школу в областном городке Эпиналь. Идеалист Франсуа считает, что полиция должна защищать граждан, и не понимает, почему Рене собирает дань с местных жителей, промышляющих тёмными делишками, не реагирует на вызовы, отпускает пойманных преступников. Франсуа ловит с поличным карманника, но Рене пишет в рапорте, что карманник нашёл украденную им сумку и сам принёс её в полицейский участок. Рене показывает возмущённому Франсуа тайный приказ отпускать мелких преступников, чтобы не портить статистику роста преступлений. Кроме того Рене постоянно играет на скачках, он мечтает купить кафе у ипподрома под названием «Любитель лошадей». 
В ходе слежки Франсуа занимает позицию в баке для мусора, но подоспевшие мусорщики загружают бак в фургон. Взбешённый Франсуа садится писать рапорт на Рене, но тот приводит к нему для допроса эксгибициониста, по прозвищу Иисус, и как бы невзначай обращается с вопросом к комиссару. Иисус разбивает себе лицо в кровь о мебель в кабинете и, имитируя потерю сознания, падает на руки Франсуа. Комиссар возмущается, зачем Франсуа так жестоко избил задержанного, но Рене обещает замять дело и рвёт его рапорт.    
Симона подсказывает идею, как «испортить» Франсуа. Тот является на вызов к хорошенькой женщине Натали, которая «получает звонки с угрозами». Натали и Франсуа становятся любовниками, но девушка ему явно не по карману, в первый же визит в русский ресторан она раскручивает любовника на пять тысяч франков. Франсуа присоединяется к Рене, собирая мзду с района. За ними следят двое сыщиков из Генеральной инспекции, но Рене вынуждает их написать похвальный доклад, устроив перестрелку с местным психом и приказав Франсуа прострелить себе жировую прослойку, сымитировав ранение случайной пулей сыщиков. Префект награждает Рене орденом «За заслуги» а тот крадёт кошелёк префекта.     
Рене и Франсуа следят за крупным воротилой Камэном, они замечают, что Камэн оборудовал потайной выход за соседнюю улицу. Комиссар приказывает свернуть слежку, Камэн собирается продать крупную партию наркотиков за миллион долларов, для его ареста прибывает полицейская команда из Майами. Рене хочет поделиться с американцами информацией, но те поднимают его на смех. Франсуа предлагает Рене ограбить Камэна, когда тот будет спасаться через тайный проход. Во время полицейского штурма, Франсуа отбирает портфель у Камэна, но тот собирает нескольких членов банды и бросается в погоню. Рене ставит сирену на крышу автомобиля, Франсуа просит высадить его у канала и взять вину на себя. Рене отстреливаясь, забегает в библиотеку, разводит там костёр и бросает в него баллон с газом, взрыв уничтожает преследующих его преступников, Рене выходит к подоспевшим полицейским. 
Рене получает два года тюрьмы, в камере его встречает обрадованный Пьеро. Симона сообщает ему, что Франсуа ушёл из полиции и пропал, как и Натали. Рене выходит из тюрьмы, и идёт по улице, к нему на призовом рысаке подъезжает Франсуа, за ним Симона и Натали. Франсуа сообщает, что лошадь принадлежит Рене, как и кафе «Любитель лошадей».  Друзья уезжают в утреннем тумане. 
В концовке, которую показывали в кинотеатрах СССР, этот сюжетный ход был обрезан — Рене выходил из ворот тюрьмы и фильм на этом заканчивался. Это меняло смысл фильма на противоположный.

## Награды
В 1985 году удостоен кинопремии «Сезар» в трёх номинациях — за лучший фильм, за режиссуру и монтаж.

## Продолжения
- «Откройте, полиция! 2» («Продажные против продажных») — 1990.
- «Откройте, полиция! 3» («Суперпродажные») — 2003.

## В ролях
- Филипп Нуаре — Рене Буарон (советский дубляж — Владимир Трошин)
- Тьерри Лермитт — Франсуа Лебюш (советский дубляж — Владимир Антоник)
- Режин Зильберберг — Симона (советский дубляж — Лариса Данилина)
- Грас де Капитани — Наташа (советский дубляж — Марина Левтова)
- Жюльен Гийомар — комиссар Блоре (советский дубляж — Олег Мокшанцев)
- Клод Броссе — Видаль
- Альбер Симоно — инспектор Леблан

Остальные роли дублировали: Артём Карапетян, Вадим Андреев, Алексей Золотницкий, Алексей Сафонов.
Фильм дублирован на киностудии имени Горького. Режиссёр дубляжа — Исай Гуров.

## Съёмочная группа
- Режиссёр: Клод Зиди
- Оператор: Жан-Жак Тарб
- Сценарий: Клод Зиди, Дидье Каминка
- Монтажёр: Николь Сонье
- Композитор: Франсис Ле
- Художник: Франсуаз Де Ле